# Емпфінген
Емпфінген (нім. Empfingen) — громада в Німеччині, знаходиться в землі Баден-Вюртемберг. Підпорядковується адміністративному округу Карлсруе. Входить до складу району Фройденштадт.
Площа — 18,29 км2. Населення становить 4137 ос. (станом на 31 грудня 2020).